# Premios de la Asociación de críticos de cine de Austin 2012
Los premios de la Asociación de críticos de cine de Austin de 2012 fueron entregados el 18 de diciembre de 2012, con motivo de premiar lo mejor en materia cinematográfica realizado en ese año.

## Premios
Mejor Película
- La noche más oscura  (Kathryn Bigelow)

Nominadas
- Argo
- Moonrise Kingdom
- Django Unchained
- Cloud Atlas
- Holy Motors
- Beasts of the Southern Wild
- The Master
- Silver Linings Playbook
- Looper

Mejor Dirección
- Paul Thomas Anderson (The Master)

Mejor Actor
- Joaquín Phoenix (The Master)

Mejor Actriz
- Jennifer Lawrence (Silver Linings Playbook)

Mejor actor de reparto
- Christoph Waltz (Django Unchained)

Mejor actriz de reparto
- Anne Hathaway (Les Misérables )

Mejor guion original
- Rian Johnson (Looper)

Mejor guion adaptado
- Chris Terrio (Argo)

Mejor película extranjera
- Holy Motors (Francia, Alemania)

Mejor película animada
- Wreck-It Ralph (Rich Moore)

Mejor película documental
- The imposter (Bart Layton)

Mejor banda sonora
- Reinhold Heil, Johnny Klimek y  Tom Tykwer (Cloud Atlas)

Mejor fotografía
- Mihai Malaimare Jr. (The Master)

Mejor actuación revelación
- Quvenzhané Wallis (Beasts of the Southern Wild)

Mejor ópera prima
- Beasts of the Southern Wild (Benh Zeitlin)

Austin Film Award
- Bernie (Richard Linklater)